# L.P. Costa
L.P. Costa – portugalski rugbysta, czterokrotny reprezentant Portugalii w rugby union mężczyzn.
Jego pierwszym meczem w reprezentacji było spotkanie z Hiszpanią, które zostało rozegrane 23 marca 1969 w Barreiro. Ostatni raz w reprezentacji zagrał 12 kwietnia 1970 w Barreiro, kiedy to jego reprezentacja podejmowała drużynę Maroko.